# Charles J. McDonald
Charles James McDonald (Charleston, 9 luglio 1793 – Marietta, 16 dicembre 1860) è stato un politico e generale statunitense.

## Biografia
Nacque nel 1793 a Charleston da Charles e Mary McDonald, che si trasferirono l'anno successivo con la famiglia in Georgia. Divenne un magistrato e si trasferì a Macon, città d'origine della moglie Anne Franklin, e lavorò lì fino al 1830, quando abbandonò la professione legale.
L'agiatezza acquisita col mestiere gli permise di investire in terreni e, soprattutto, nella sempre crescente industrializzazione del Sud degli Stati Uniti, divenendo uno dei principali finanziatori del sistema ferroviario statale. Cominciò inoltre a servire nelle varie legislature georgiane come membro del Partito Democratico e, entrato a far parte della milizia statale, conseguì il grado di brigadier generale e fu al comando del corpo dei volontari tra il 1823 e il 1825.
Nel 1839 concorse per diventare governatore della Georgia, venendo infine eletto. Il suo mandato non si rivelò affatto facile: lo Stato era preda di una crisi economica innescata dal crollo del prezzo del cotone, e le finanze georgiane erano assai precarie. McDonald intraprese quindi una riforma della riscossione delle tasse, trasferendone la gestione dalle singole contee all'amministrazione centrale, aumentando inoltre la tassa sui beni immobili fino al 25%.
Nonostante le politiche apparentemente impopolari, la sua efficienza gli garantì la rielezione nel 1841. Nel 1843 si ritirò dalla politica e tornò a gestire i suoi affari, costruendo una fabbrica tessile (che il generale William T. Sherman avrebbe ordinato di saccheggiare e bruciare durante la sua marcia verso il mare del 1864). Divenuto sostenitore del diritto alla secessione, nel 1851 corse di nuovo alle elezioni per diventare governatore, stavolta da indipendente per la condotta troppo blanda col governo centrale del Partito Democratico, ma venne sconfitto.
Ritiratosi del tutto dalla politica, dal 1855 al 1859 fu giudice della Corte suprema georgiana. Morì nel 1860 a Marietta, poco prima che scoppiasse la guerra civile americana. Alla sua morte era uno dei più grandi latifondisti della Georgia, proprietario di 53 schiavi.